# Goirle
Goirle es un municipio y una ciudad de la provincia de Brabante Septentrional en los Países Bajos, al sur de Tilburg. El 30 de abril de 2017 contaba con una población de 23.282 habitantes, sobre una superficie de 42,34 km², de los que 0,27 km² cubiertos por el agua, con una densidad de 553 h/km².  
El municipio se creó en 1803, separándose de Tilburg. En 1997, con la reorganización municipal de Brabante Septentrional, se planteó la posibilidad de reintegrar el municipio a Tilburg, lo que desencadenó fuertes protestas de los habitantes de Goirle, que colocaron en sus casas carteles con la cabeza decapitada de san Juan Bautista, como aparece en el escudo local y da nombre a su iglesia principal, y el lema «Goirle blijft» (Goilre permanece). Las protestas lograron mantener su independencia y que, al contrario, a él se incorporase Riel, que hasta ese momento había formado municipio con Alphen, integrado en Alphen-Chaam. 
En 2008 fue polémica en Riel la colocación de un monumento en homenaje a un joven soldado alemán, Karl-Heinz Rosch, muerto el 6 de octubre de 1944, con dieciocho años, tras salvar la vida a dos niños. Costeado con fondos privados, sin participación del municipio, la placa colocada en la base dedica el monumento «a él y a todos los que hacen el bien en los tiempos difíciles».

## Galería de imágenes

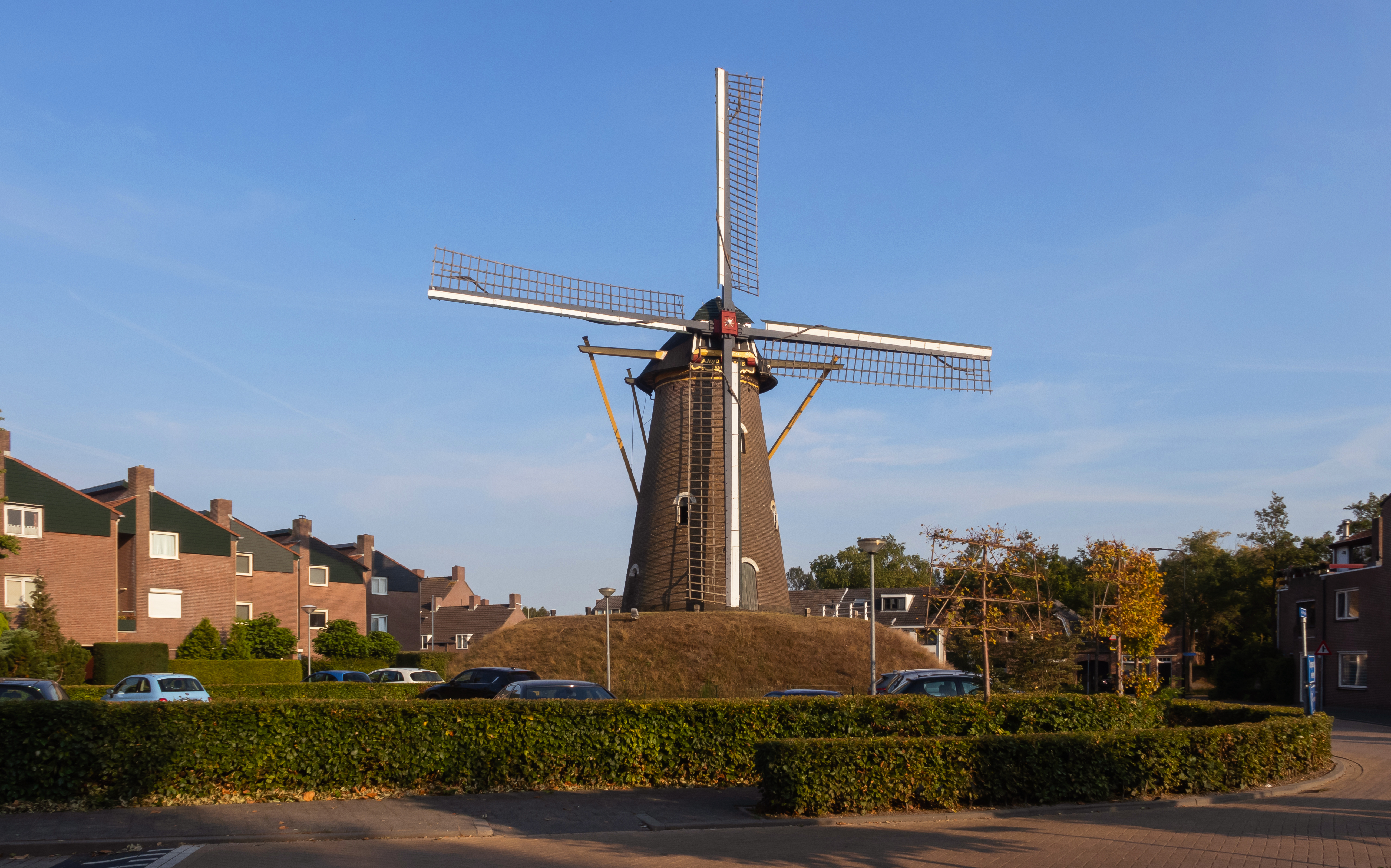
Molino De Visscher
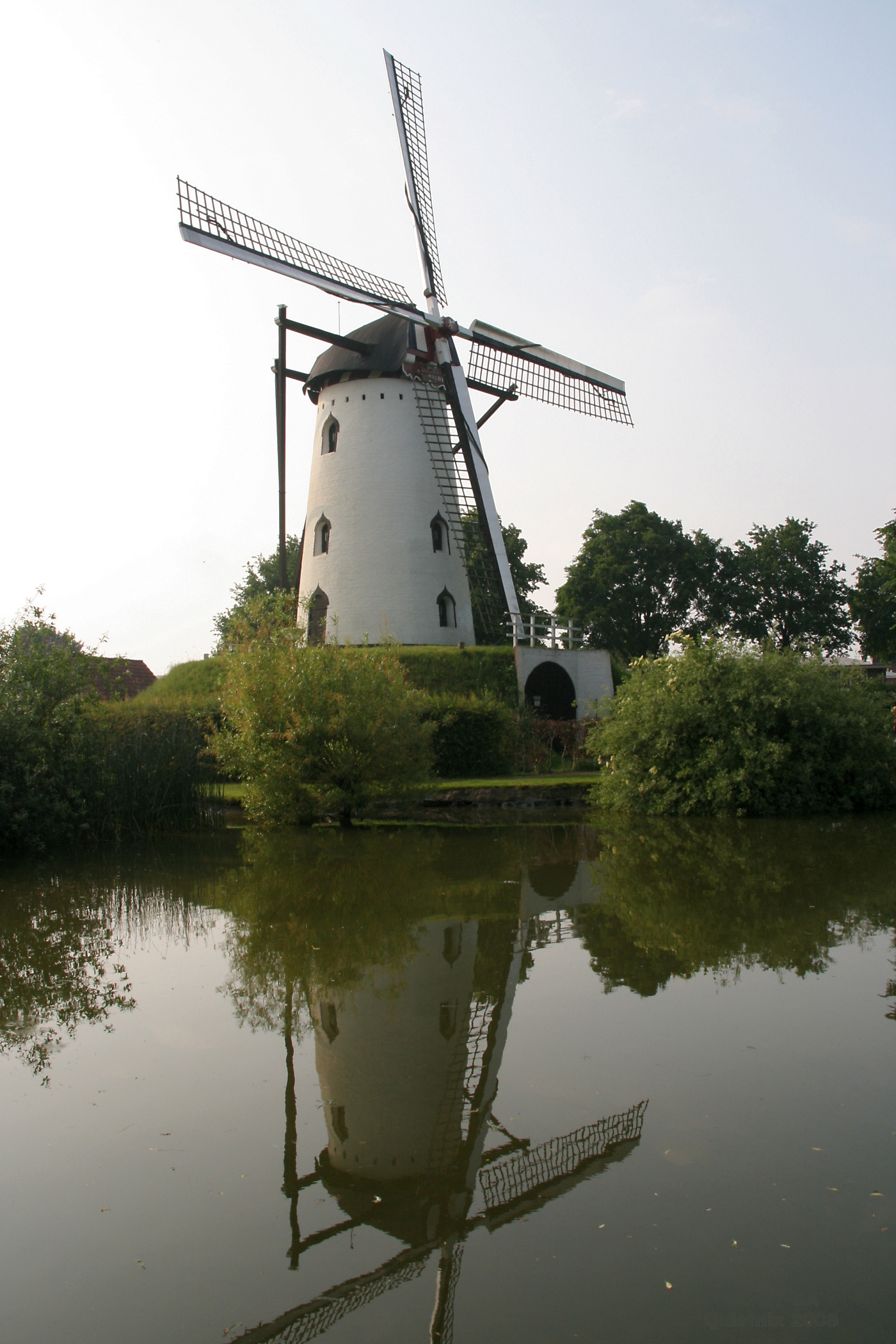
Molino De Wilde, 1896
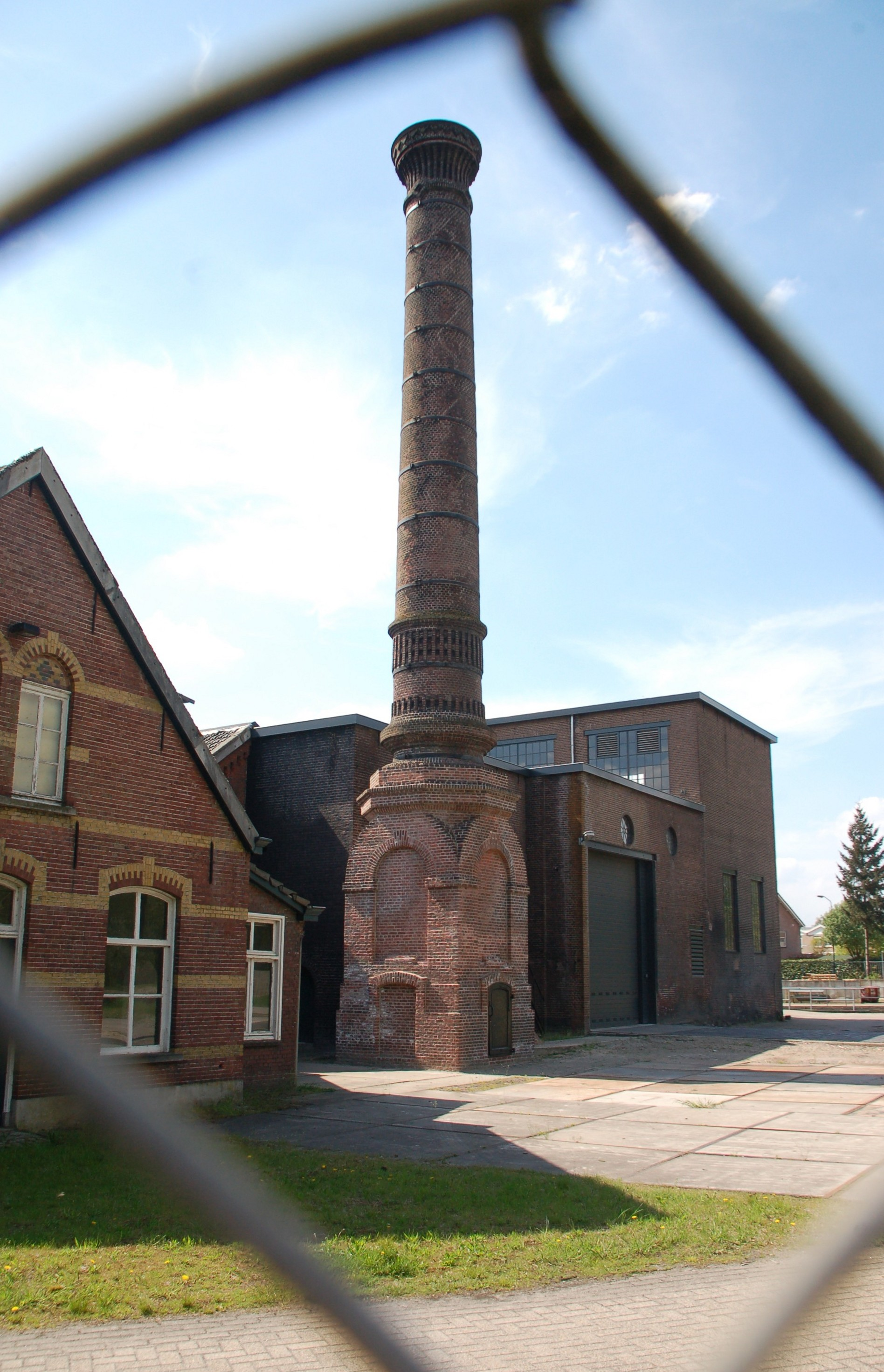
Chimenea y sala de máquinas de la fábrica Havep en Goilre
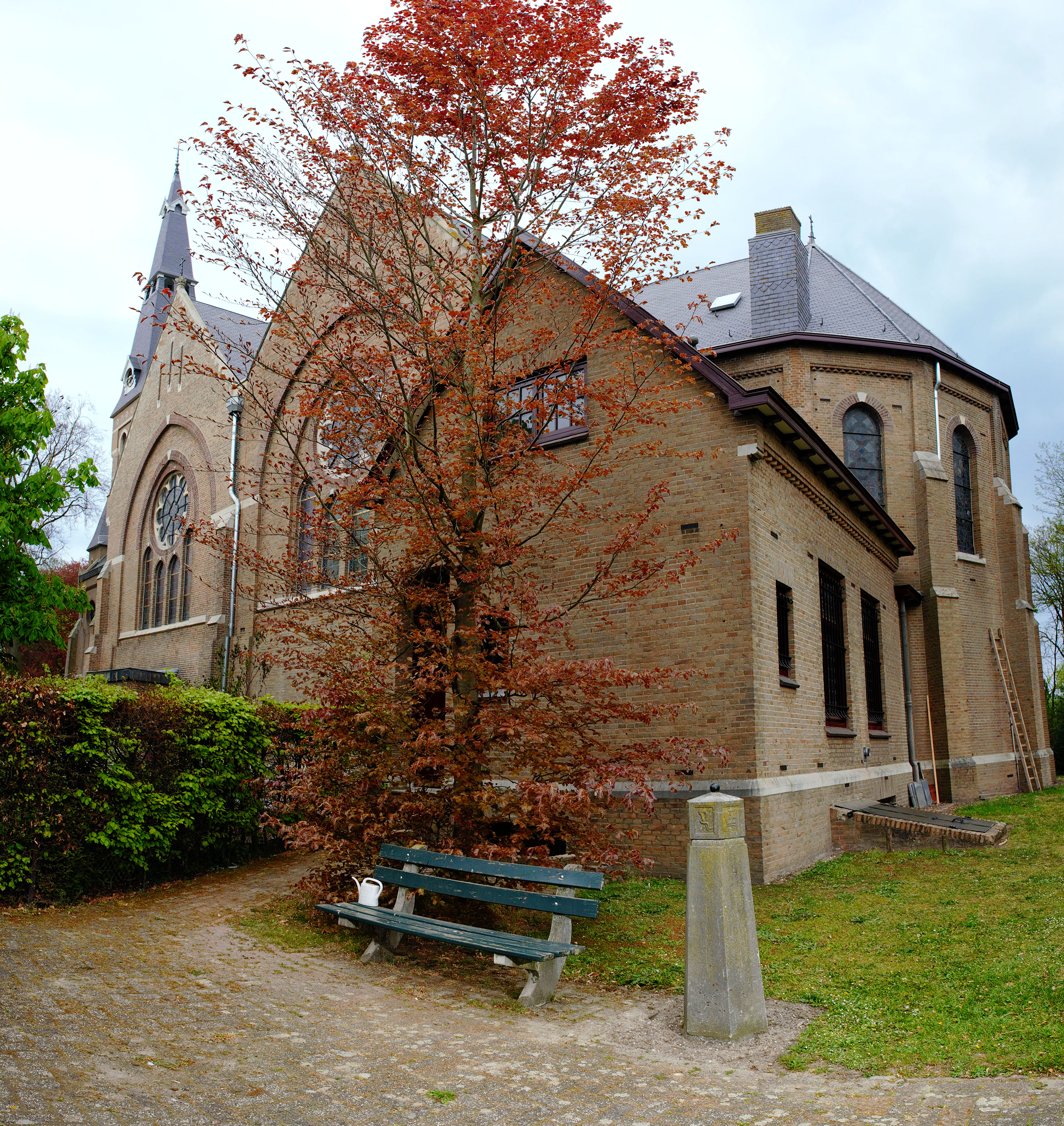
Riel: iglesia de San Antonio Abad
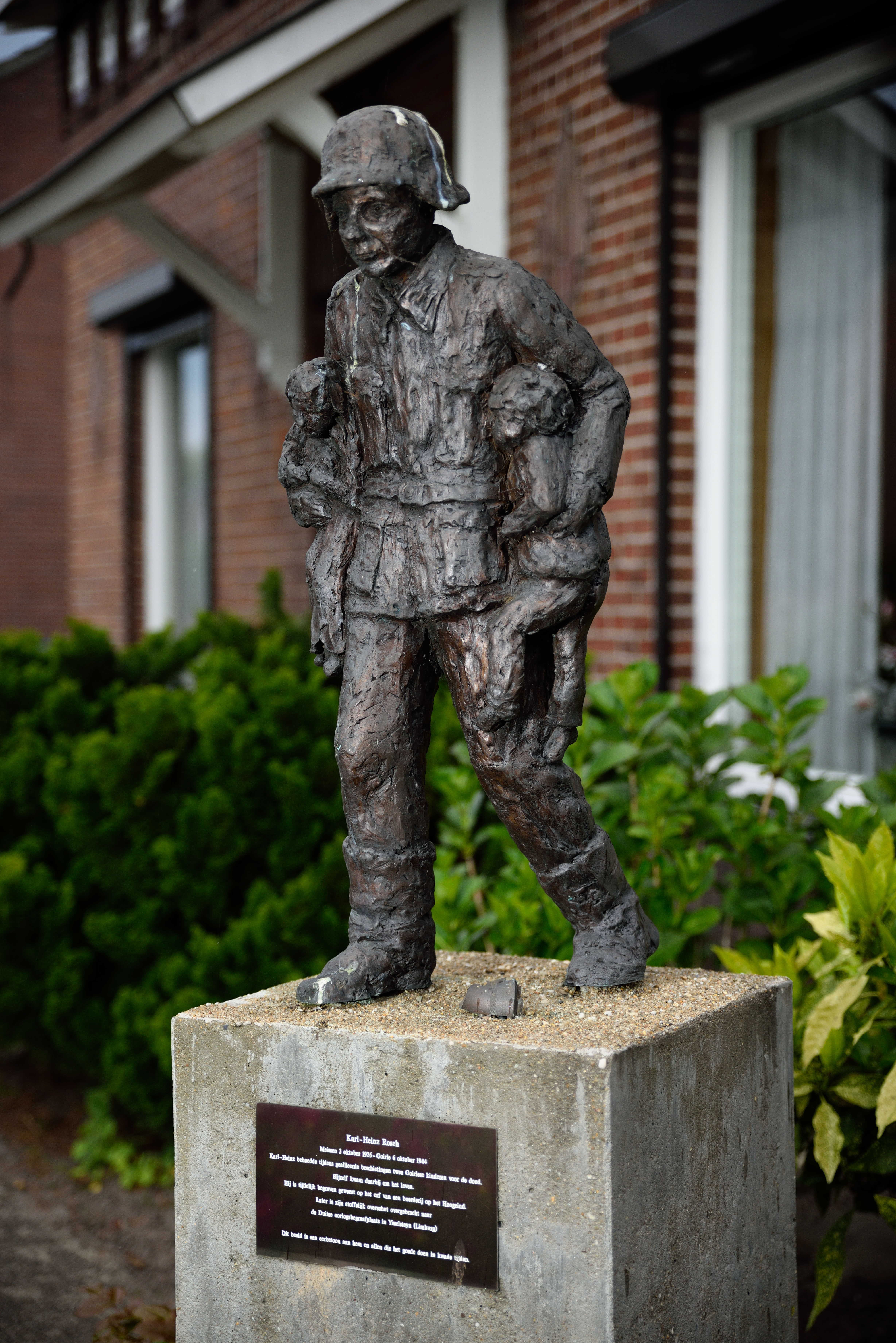
Riel: estatua dedicada al joven soldado alemán Karl-Heinz Rosch que salvó a dos niños poco antes de morir él mismo bajo el fuego de la artillería aliada. Su colocación, en una casa particular, provocó polémica.